# Jewgeni Abramowitsch Baratynski

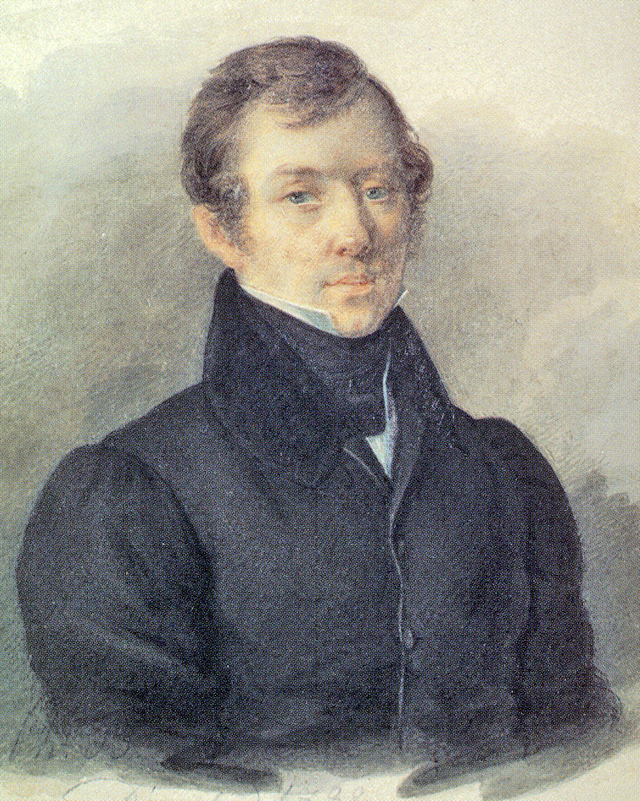
Jewgeni Abramowitsch Baratynski

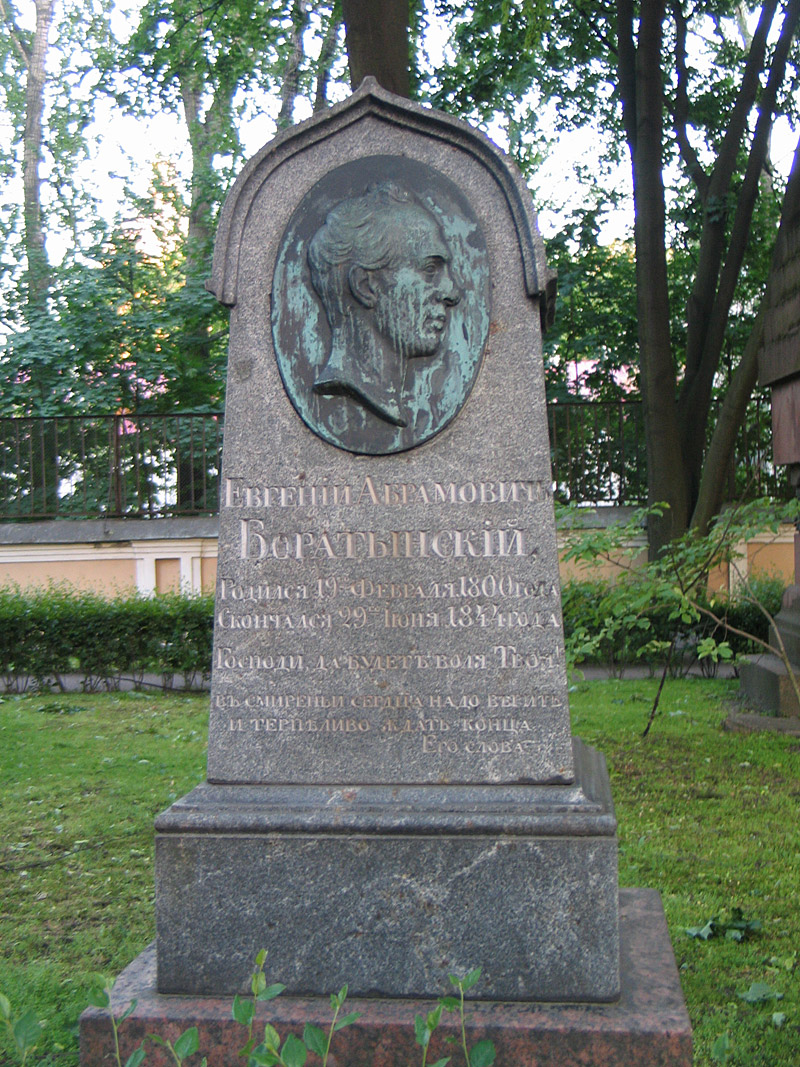
Baratynskis Grab

Jewgeni Abramowitsch Baratynski (russisch Евгений Абрамович Баратынский; * 19. Februarjul. / 2. März 1800greg. in Mara, Gouvernement Tambow; † 29. Junijul. / 11. Juli 1844greg. in Neapel) war ein russischer Offizier, Schriftsteller und Dichter.

## Leben
Jewgeni Baratynski wurde auf dem elterlichen Gut Wjashlo im Gebiet Tambow als Sohn eines  Generalleutnants geboren. Als Jugendlicher kam er in das Pagenkorps in Sankt Petersburg zur Ausbildung, das er 1816 wegen diverser Jugendstreiche verlassen musste mit dem Verbot einer Anstellung im Staatsdienst. Die nächsten drei Jahre verbrachte er in seinem Heimatdorf. 1819 trat er dann als einfacher Soldat in das Militär ein. In dieser Zeit lernte er Anton Delwig,  Alexander Puschkin und Wilhelm Küchelbecker kennen, wurde in die Freie Gesellschaft der Liebhaber der russischen Literatur aufgenommen und veröffentlichte erste Gedichte. 1820 wurde er zum Unteroffizier befördert und kam mit seinem Regiment nach Finnland, wo er 1825 Offizier wurde. Er nahm 1826 seinen Abschied, zog nach Moskau und widmete sich ausschließlich der Literatur. 1843 unternahm er eine größere Auslandsreise. Ein Jahr später verstarb er in Neapel.
Eine Schwägerin Baratynskis war die Übersetzerin Anna Abamelek.

## Künstlerisches Schaffen
Die Abgeschiedenheit und die finnische Natur hatten Jewgeni Baratynski zum Dichter gemacht. Sein erstes größeres Gedicht, die Eda, ist ganz durchdrungen von finnischem Wesen. Daneben schrieb er viele lyrische Gedichte, von denen eins, Der Ball, mit Puschkins Graf Nulin in einem Bändchen erschien. Sein bestes Werk ist Die Zigeunerin, ein Sitten- und Liebesgemälde aus der höheren russischen Gesellschaft, das an Feinheit der Beobachtung und Zartheit des Gefühls den Dichtungen seines Freundes Puschkin gleichsteht. Sein Nachruf auf Goethe, den er hoch verehrte, erschien 1833 in der Nowosselje in St. Petersburg. Eine Gesamtausgabe seiner Dichtungen erschien in Moskau 1869.